# ボルマン・トラス鉄道橋
ボルマン・トラス鉄道橋（-てつどうきょう、英語: Bollman Truss Railroad Bridge）は、アメリカ合衆国メリーランド州ハワード郡サヴェージに所在し、リトル・パタクセント川に架かる橋。現存するアメリカ合衆国の鋼鉄製鉄道橋の中でも最も古いもののひとつであり、アメリカ合衆国の橋梁工学の歴史の中でも革新的な設計が採用された橋梁として唯一現存するものでもある。この長さ160ft（48.8m）の2径間の橋は1852年に、ボルチモア・アンド・オハイオ鉄道の主線の橋として製造されたが、どこに架けられていたかは不明である。この最初期のボルマン・トラス橋は、竣工から35年後の1887年に現在の場所に移設された。今日では、サヴェージ・ミル・トレイルの一部に組み込まれている。
このトラス橋の中でボルマン形式のものは、最初に全鋼橋として設計採用されたものであり、加えて一貫して鉄道橋として用いられた。この形式名は、この発明者であるボルチモアの土木技術者であるウェンデル・ボルマンに由来する。ボルマンは、ボルチモアでW・ボルマン・アンド・カンパニー（英語: W. Bollman and Company）とパタプスコ・ブリッジ・カンパニー（英語: Patapsco Bridge Company）という2つの会社を創業しており、北米と南米に橋梁を売り込んでいた。
1966年、米国土木学会はこの橋を最初の「アメリカ合衆国国定歴史土木工学建造物」（英語: National Historic Civil Engineering Landmark）に指定している。またこの橋は、1972年12月18日に「アメリカ合衆国国家歴史登録財」（英語: National Register of Historic Places）、2000年2月16日には「アメリカ合衆国国定歴史建造物」（英語: National Historic Landmark）に指定された。

## 歴史

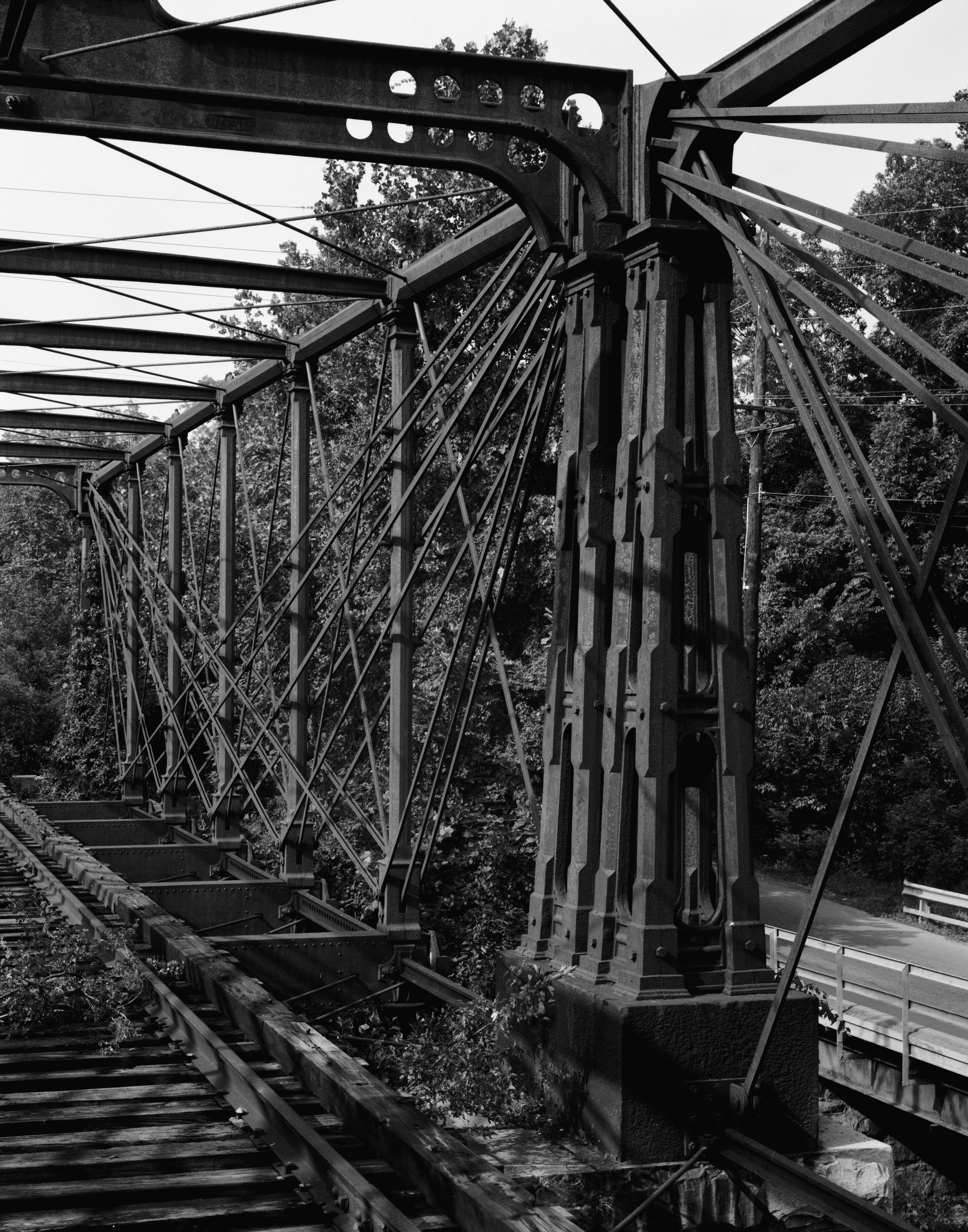
橋の中央のトラス端部

ボルマン・トラス鉄道橋は、1852年にボルチモア・アンド・オハイオ鉄道の橋梁として架橋されたが、1887年にサヴェージ製造所へのアクセス路として、リトル・パタクセント川に架橋するために移設された。このアクセス路は1840年頃に建設され、元々この川には石造りのアーチ橋が架けられていた。しかし、1880年代になると、この製造所の改良と地形的な制約により、橋の架け替えが必要となった。結局この橋は、この製造所が1947年に閉鎖されるまで使用されることとなったことを受けて、この橋が移設された。この橋は、従業員と貨物車以外のいくらかの車両の通行に使われるようになった。これは、貨物車を通すためには、この橋に更なる強度が必要であったためである。より小さく、より細い橋がこの橋の傍に道路橋として架けられたが、第一次世界大戦後に撤去された。

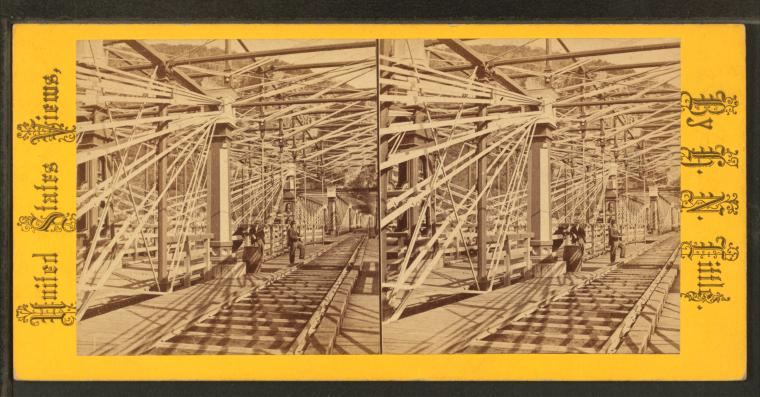
ハーパーズ・フェリー橋

この橋は、全鋼橋として設計採用され、一貫して鉄道橋として用いられ成功した最初の橋梁であった。この設計では、錬鉄の引張材と鋳鉄の圧縮材が採用された。この設計により、個々の構造部材について構造破壊の可能性を減少させている点で、木造構造から改善されていた。1852年1月6日に特許が取得した会社は、1873年までの間に、約100のボルマン・トラス形式の橋梁を製造した。この耐久性と組立の容易さは、19世紀におけるアメリカ合衆国の鉄道網拡大に大きく貢献した。なお、ボルマンの設計した橋として、ウィルズ・クリーク橋も現存しているが、こちらの橋はボルマン・トラスとは異なる形式のトラス構造が採用されている。

### 修復

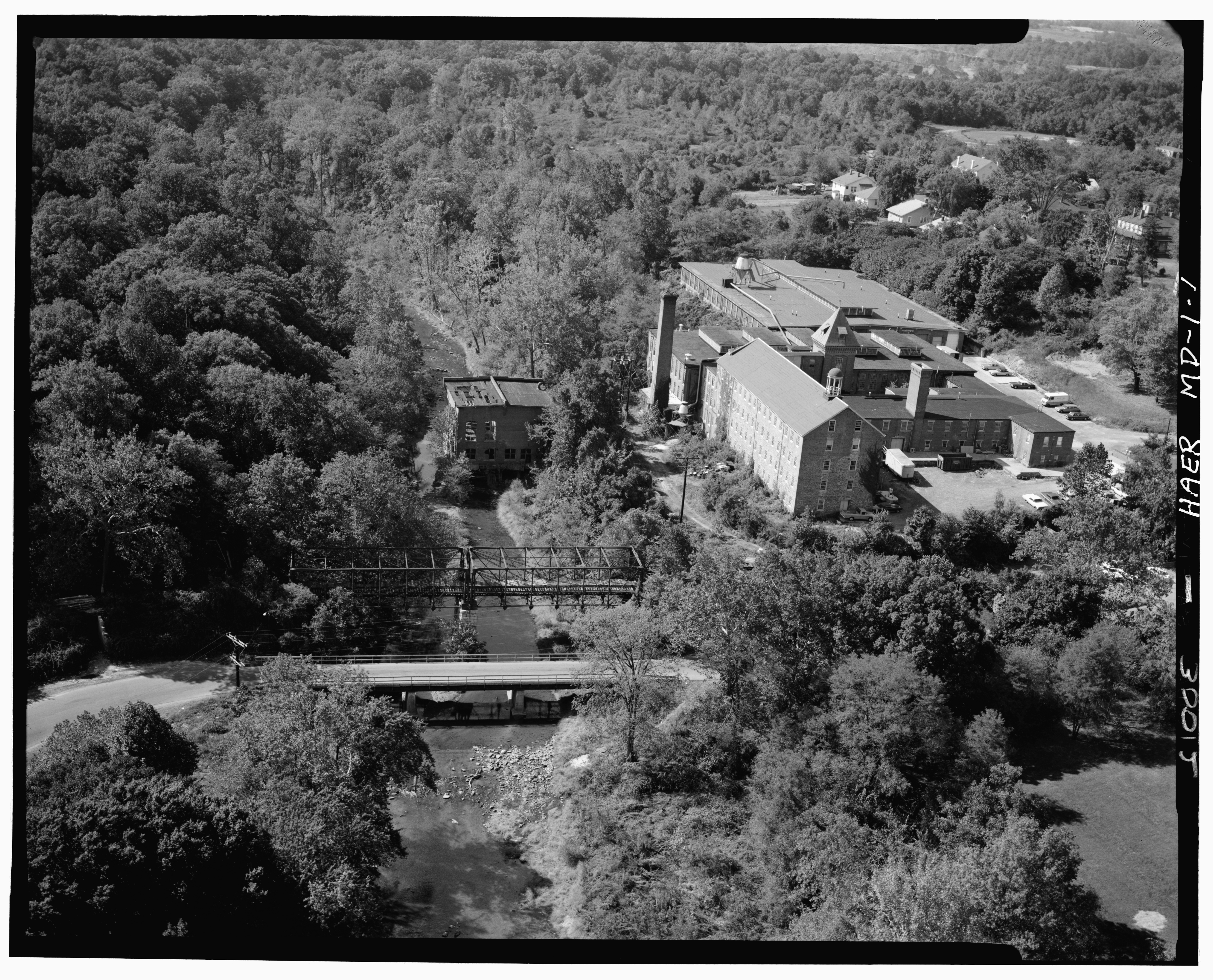
1970年代に撮影されたサヴェージ製造所とボルマン橋

1966年、米国土木学会はこの橋を最初の「アメリカ合衆国国定歴史土木工学建造物」（英語: National Historic Civil Engineering Landmark）に指定している。この橋は、1972年12月18日に「アメリカ合衆国国家歴史登録財」（英語: National Register of Historic Places）に、2000年2月16日に「アメリカ合衆国国定歴史建造物」（英語: National Historic Landmark）に指定された。
この橋は、1978年にモジェスキー・アンド・マスターズ（英語: Modjeski and Masters）によって修復調査が行われた。この調査では、床板トラスの劣化が指摘された。1982年9月、メリーランド州フレデリックのデューイ＝ジョーダン（英語: Dewey-Jordan）が、214,000ドルでこの橋の修復契約を結んだ。この橋は、ハワード郡レクリエーション・公園局が発注し、1983年にウォレス・モンゴメリー・アソシエイツLLP（英語: Wallace, Montgomery & Associates, LLP）が修復を行った。2000年には追加の保存作業が行われ、9月16日に完了した。今日では、サヴェージ公園の一部として定期的なメンテナンスが行われている。近隣のボルマン・ブリッジ小学校（英語: Bollman Bridge Elementary School）は、この歴史的な橋に因んでいる。

## 詳細
このボルマン橋は、2径間の下路式トラスであり、両岸とも花崗岩で造られた橋台に据えられ、川の中ほどに同じく花崗岩で造られた橋脚が設置されている。このトラス構造は、錬鉄と鋳鉄が組み合わせて構築されている。このトラス構造の形状は、ボルマンが「ボルマン・サスペンション・トラス（ボルマン吊りトラス、英語: Bollman suspension truss）」として1852年に特許を取得した設計である。各径間は、長さ79.5ft（24.2m）、幅25.5ft（7.8m）、そして高さ約21ft（6.4m）である。このボルマン・トラスは、張力部材構造から床部分が釣り下げられる構造であり、一方で上部弦は圧縮力に対応している。このため、この構造は吊りトラスと呼ばれる。ボルマンは、ハーパーズ・フェリー橋（英語: Harpers Ferry bridge）を説明し、「吊り形式とトラス形式の橋（英語: suspension and trussed bridge）」と題して、この形式の総論を述べる冊子を出版した。この設計は、正確には狭義のトラス橋に必要な、構造部材としての下弦材を欠いている。後年、「吊りトラス（英語: suspension truss）」という言葉は、この形式に対して使用されるようになった。
このトラス構造には、ドーリア式の垂直部材の様な装飾的な部材が含まれている。この構造体の重量を橋台と橋脚に伝える鋳鉄製の端部の塔が詳述されている。装飾的で保護的なこの塔上端の囲いは、ヴァンダリズムの被害に遭って失われていたが、修復作業の折に再設置された。それぞれの入口に設置された金属製の版には「W. BOLLMAN, PATENTEE」、「BALTIMORE, MD.」、「BUILT BY B&O R.R. CO.」、「1869」そして「RENEWED 1866」と刻まれている。修復作業中には、オリジナルの銘板のレプリカが設置された。
この橋は目立つ塗装がなされおり、橋の塔とより重い圧縮部材には弁柄色が使われており、より軽い張力部材にはアイボリー色が使われている。この橋は、元々3つの色に塗り分けられおり、白黒写真が残されているが、その陰影は不明である。

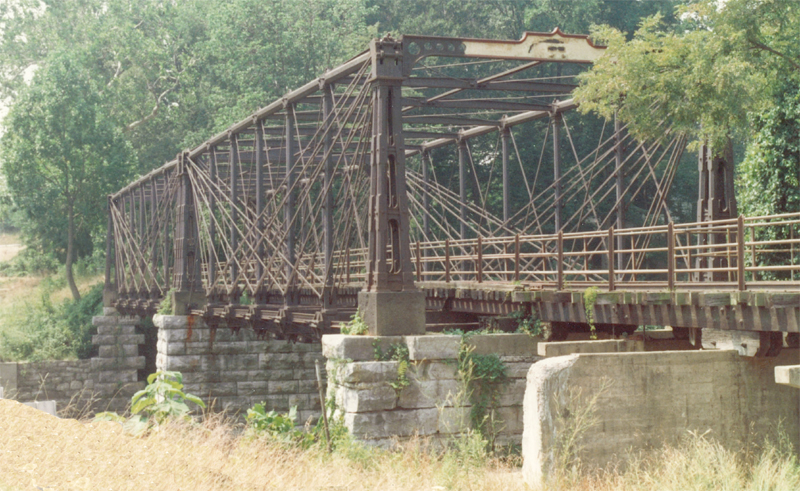
修復前の橋（1982年撮影）
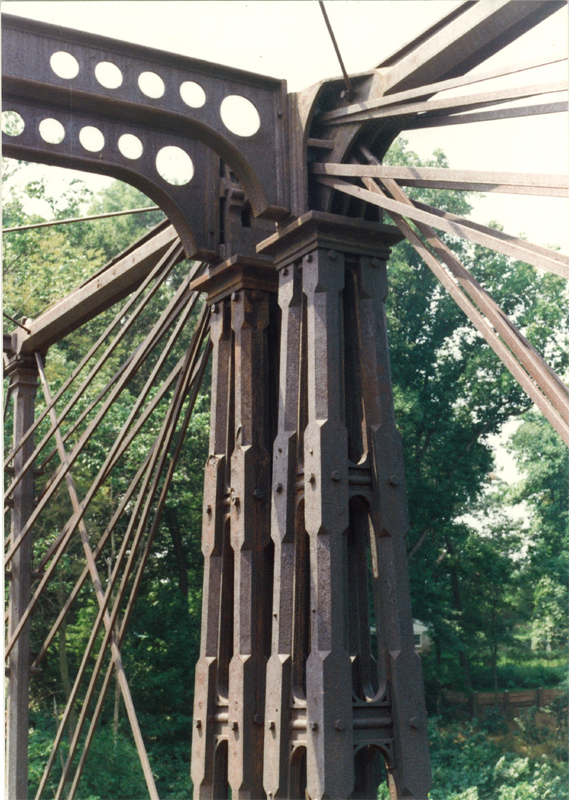
上弦材（1982年撮影）
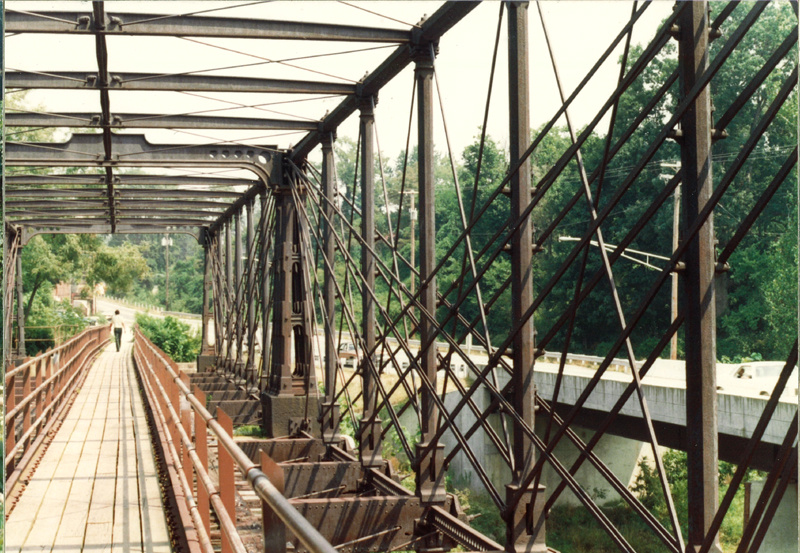
通路（1982年撮影）
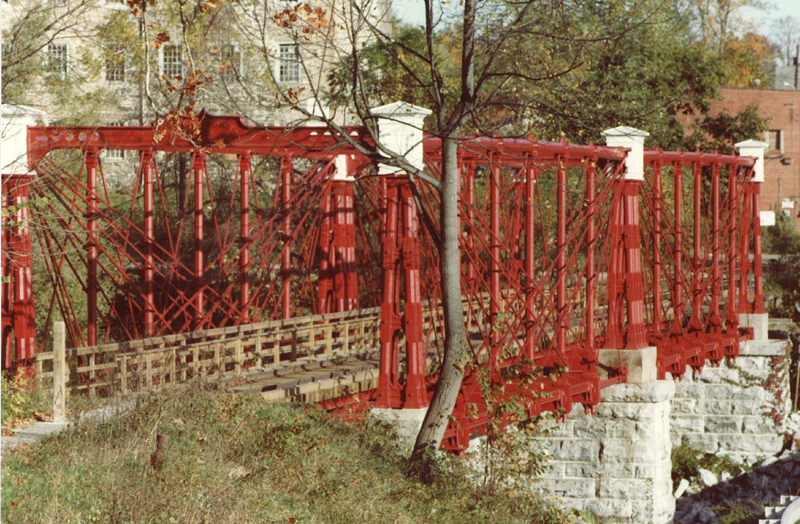
修復後の橋（1984年撮影）
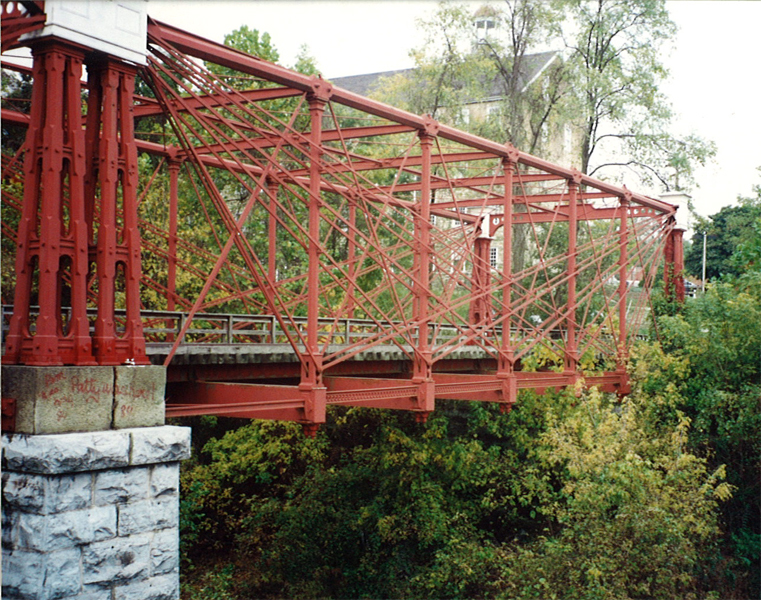
1984年の橋
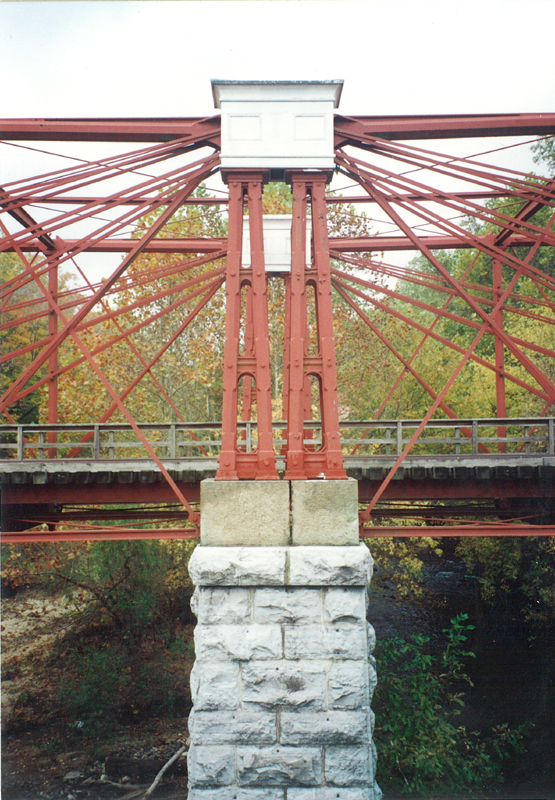
橋と橋台（1984年撮影）
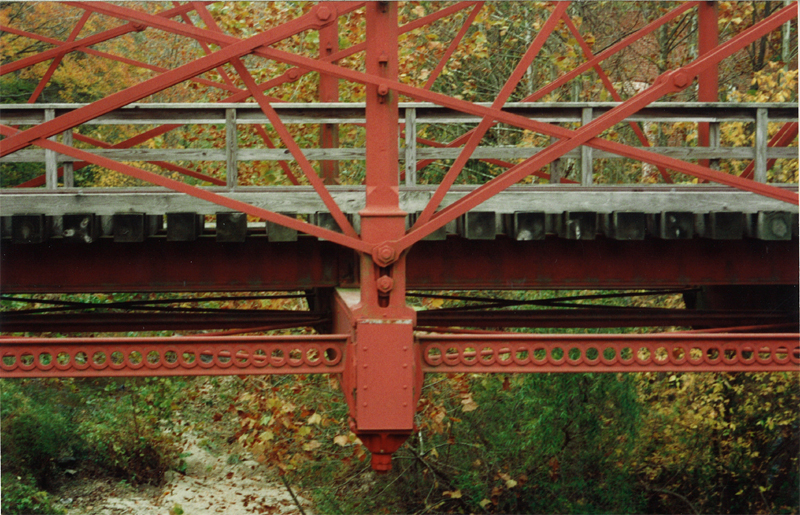
下弦材（1984年撮影）